# Мімі Блюетт... квітка в моєму саду
«Мімі Блюетт... квітка в моєму саду» (італ. «Mimì Bluette... fiore del mio giardino») — італійсько-французька мелодраматична кінокомедія режисера Карло Ді Пальми з Монікою Вітті у головній ролі, що вийшла 10 вересня 1976 року.

## Сюжет
Мімі Блюетт — дочка повії, танцівниця і кумир парижан. Вона знайомилась з міністрами і багатими промисловцями, щоб вийти заміж за деякого з них — що їй вдається. Одного разу, у барі, вона зустрічає незнайомця, в якого закохується. Після трьох днів любові, незнайомець зникає. Вона вирушає на пошуки незнайомця в Африку, тому що їй сказали, що він вступив на службу в іноземний легіон, але не знаходить його і повертається в Париж зовсім іншою жінкою.

## У ролях
| Моніка Вітті    | ···· | Мімі Блюетт |
| Шеллі Вінтерс   | ···· | Катеріна    |
| Жіль Мійнер     | ···· | незнайомець |
| Джанріко Тедеші | ···· | Моріс       |
| Джекі Бейсхарт  | ···· | Родольфо    |

## Знімальна група
| Режисер    | ···· | Карло Ді Пальма                                        |
| Сценарій   | ···· | Барбара Альберті, Чезаре Пагані, Гвідо Да Верона       |
| Продюсер   | ···· | Рой Керрінгтон, Маріо Феррарі                          |
| Оператор   | ···· | Альфіо Контіні                                         |
| Композитор | ···· | Ріц Ортолані                                           |
| Художник   | ···· | Франческо Бронзі, Франческо Ваноріо, Коррадо Колабуччі |
| Монтаж     | ···· | Амедео Сальфа                                          |